# Pölöskefő
Pölöskefő è un comune dell'Ungheria di 1.183 abitanti (dati 2001). È situato nella contea di Zala.